# Mila Parély
Mila Parély (* 7. Oktober 1917 in Paris als Olga Colette Peszynsky; † 14. Januar 2012 in Vichy) war eine französische Schauspielerin.

## Leben und Karriere
Bereits im Alter von 16 Jahren stand Mila Parély, die als Kind polnischer Eltern in Paris geboren wurde,  erstmals vor der Kamera für den Film Baby. In den 1930er-Jahren konnte sie sich vor allem mit komischen Nebenrollen beim französischen Film etablieren und spielte gegen Ende der Dekade die größere Nebenrolle der Geneviève in Jean Renoirs Filmklassiker Die Spielregel (1939). Auch nach Ausbruch des Zweiten Weltkrieges arbeitete sie weiterhin als Schauspielerin und war etwa unter Regie von Robert Bresson und Georg Wilhelm Pabst zu sehen. 1946 trat Parély in Jean Cocteaus Märchenfilm Die Schöne und das Biest neben Hauptdarsteller Jean Marais als eine der beiden hochnäsigen Schwestern der Schönen auf. Parély war von 1944 bis zur Scheidung 1946 mit Jean Marais verheiratet, obgleich dieser homosexuell und eigentlich in einer Beziehung mit Regisseur Cocteau war.
1947 heiratete die Schauspielerin den britischen Rennfahrer Thomas „Taso“ Mathieson (1908–1991). Daraufhin begann Parély weniger in Frankreich, sondern vermehrt in Großbritannien als Schauspielerin zu arbeiten. So spielte sie etwa die weibliche Hauptrolle in der Komödie Blood Orange (1953) mit Tom Conway. Ende der 1950er-Jahre zog sich Parély aus der Schauspielerei zurück, um für ihren Mann zu sorgen, der sich bei einem Rennunfall schwere Verletzungen zugezogen hatte. Ende der 1980er-Jahre hatte sie ein kleines Comeback und trat in zwei Filmen auf, ehe sie sich dann endgültig von der Schauspielerei verabschiedete. Mila Parély starb 2012 im Alter von 94 Jahren im französischen Vichy, wo sie die letzten 50 Jahre ihres Lebens verbracht hatte.

## Filmografie (Auswahl)
- 1933: Baby
- 1934: Liliom
- 1938: Le drame de Shanghaï
- 1938: Die Straße der Liebe (Remontons les Champs-Élysées)
- 1939: La charrette fantôme
- 1939: Die Spielregel (La règle du jeu)
- 1943: Das Hohelied der Liebe (Les Anges du péché)
- 1945: Vater Sergius (Le père Serge)
- 1946: Chanson der Liebe (Étoile sans lumière)
- 1946: Es war einmal (La Belle et la Bête)
- 1948: Snowbound
- 1952: Pläsier (Le Plaisir)
- 1953: Blood Orange
- 1989: Sommerkomödie (Comédie d'été)
- 1990: La grande dune (Fernsehfilm)